# 馬爾文帕克奧克斯 (紐約州)
馬爾文帕克奧克斯（英語：Malverne Park Oaks）是位於美國紐約州拿騷縣的普查規定居民點。

## 人口
根據2020年美國人口普查的數據，馬爾文帕克奧克斯的面積為0.34平方千米，皆為陸地。當地共有人口538人，而人口密度為每平方千米1,582.35人。